# Giáp mô

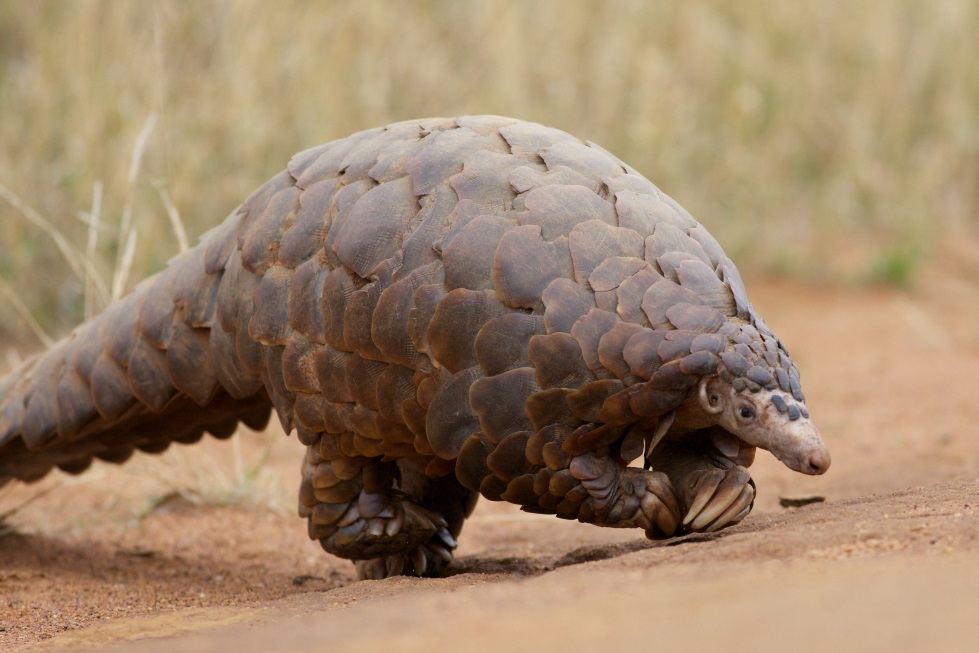
Loài tê tê với cơ thể đầy vảy giáp che chắn cơ thể

Giáp mô là phần cơ quan sinh học của động vật hình thành như một sự bảo vệ bên ngoài hoặc bề ngoài chống lại sự tấn công của kẻ săn mồi thường là che chắn toàn bộ hoặc một phần cơ thể, giáp mô được hình thành như một phần của cơ thể (chứ không phải là hành vi sử dụng các vật thể bên ngoài để che chắn, bảo vệ), thường thông qua việc làm cứng các mô cơ thể, phát triển hoặc tiết ra. Do đó, nó chủ yếu được phát triển trong các loài thường là con mồi. Cấu trúc bao bọc này thường bao gồm các khoáng chất cứng, chitin, xương hoặc keratin. 

## Chức năng

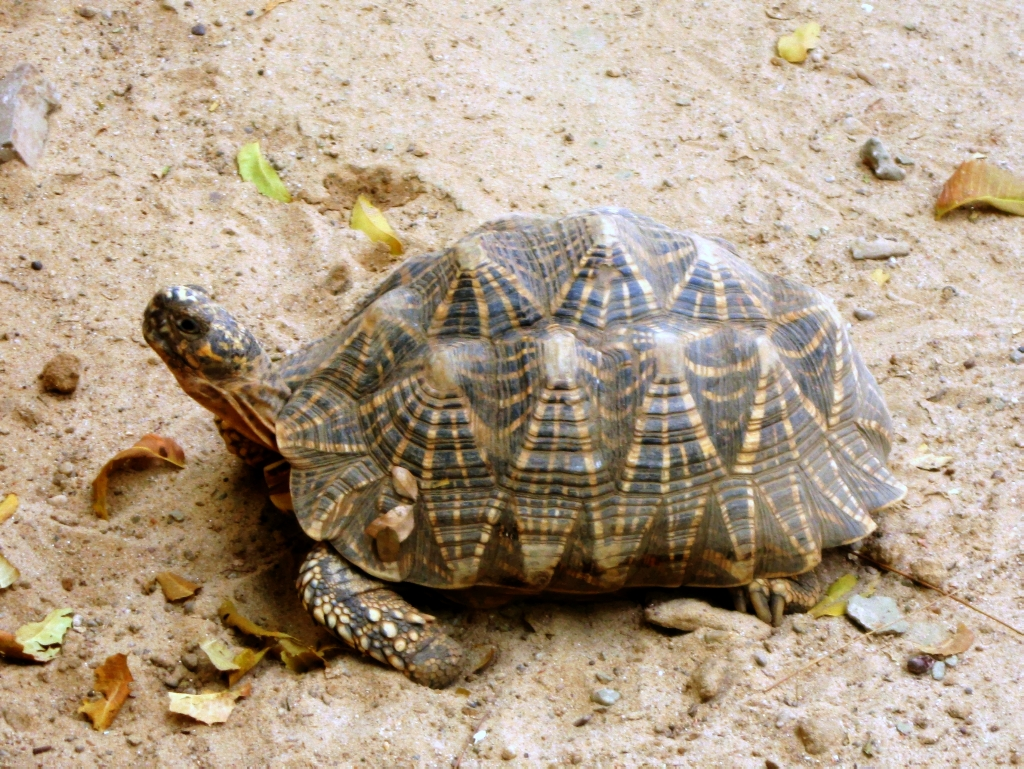
Mai rùa là một điển hình của giáp mô, rùa đã tiến hóa một phần cơ thể trở thành vỏ bọc chắc, khi nguy hiểm chúng rụt đầu rụt cổ vào mai

Giáp mô mặc dù tất cả được sử dụng cho mục đích duy nhất là xua đuổi những kẻ tấn công, có thể được chia thành giáp mô phòng thủ và tấn công. Ví dụ về giáp mô tấn công là sừng, móng guốc, gạc, móng vuốt và mỏ, và gọng kìm, được phát triển ở một số động vật có vú, chim, bò sát (bao gồm cả khủng long). Áo giáp tấn công thường được sử dụng kết hợp với áo giáp phòng thủ và trong một số trường hợp làm cho một con vật gần như không thể sử dụng được.
Để sống sót, các loài động vật thường tiến hóa và trang bị cho mình một số vũ khí để phòng ngự, thông thường là vỏ bọc, điển hình là các loài rùa có lớp mai cứng để rụt cơ thể vào, các loài như tê tê có lớp vỏ cứng, các loài động vật có vỏ như ốc, điển hình là ốc sên. Một số loài các có cách tự vệ thụ động hơn bằng cách co rút lại trong những tấm giáp sinh học gọi là giáp mô hay vảy giáp và thậm chí có gai tủa, đặc thù của những loài vật này là nhím, khi bị tấn công nhím sẽ cuộn tròn và xù lông lên và những gai nhọn tủa ra và đâm vào kẻ thù nếu chúng cố tình tấn công.
Một số loài khác như rùa có chiến thuật co đầu, rút cổ, ẩn mình, khép mình, thu mình vào những cái mai hoặc vỏ cứng mà không có nhiều loài vật có thể xuyên thủng được, tương vự vậy là các loài động vật có vỏ như ốc có thể rút mình vào những vỏ ốc xoắn để lẩn tránh sự tấn công của kẻ thù, một hình thái tương tự cũng diễn ra ở các loài động vật có hai mảnh vỏ như trai, hàu, hến, vẹm, nghêu, ngao khi bị đe dọa hoặc tấn công chúng sẽ kép mảnh vỏ lạ và núp trong đó để bao đảm an toàn cho bản thân mình, nếu muốn ăn chúng phải biết cách tách vỏ ra, nhiều loài như trai tai tượng khổng lồ đã phát triển lớp vỏ của mình rất lớn và gần như được bảo vệ chặt chẽ.

## Vỏ bọc
Đối với các loài rùa, mai rùa được tiến hóa từ mô xương, còn gọi là vảy xương, bộ phận này cũng tạo thành các bộ giáp cho cá sấu, loài tatu, và nhiều loài khủng long. Những mô xương đơn giản này đã mở rộng, kết hợp với xương sườn và xương sống, tạo ra một vỏ bọc vững chắc, mai rùa, được xem là một ví dụ tiến hóa. Ban đầu, mai rùa như một công cụ giúp rùa đào giỏi, sau đó đã tiến hóa thành như một bộ áo giáp, mai rùa vốn không phải để bảo vệ cơ thể chúng, mà là để đào đất, chiếc mai mang tính biểu tượng đặc trưng của loài rùa không phải để bảo vệ nó, mà là để đào đất. Chiếc mai gắn liền với phần cánh tay mạnh mẽ để chuyển đất và cát. Trước khi rùa đã trở thành pháo đài bất khả xâm phạm, chúng là những tay đào đất chuyên nghiệp, chiếc mai cứng của rùa biển còn hạn chế những cú đớp của cá mập. Rùa hộp có tên như vậy là bởi chúng có những chiếc mai rất đặc biệt, chúng có thể thu mình hoàn toàn vào trong mai để tránh kẻ thù khi cần thiết.
Tê giác là loài mãnh thú to lớn, đầy sức mạnh, nét nổi bật của tê giác là lớp da bảo vệ của chúng được tạo thành từ các lớp chất keo với độ dày như một bộ áo giáp, và nhất là chiếc sừng mọc trên mũi tạo thêm sức mạnh cho tê giác. Các loài tê giác ở châu Á có da dầy cứng, lông rất thưa, với 3 nếp gấp sâu và nhiều nếp gấp nhỏ chia bề mặt da thành nhiều mảnh giống áo giáp, Tê giác Java hay tê giác Sunda cũng có một bộ da nếp gấp giống như một bộ áo giáp, còn tê giác Ấn Độ thì có da của chúng gồ ghề nối ghép các miếng lại với nhau trông như một "thảm đinh tán". Như vậy, với lớp da này, tê giác trông như một chiếc xe thiết giáp (xe bọc thép) đồ sộ, việc các loài thú ăn thịt tấn công chúng dường như là điều bất khả thi.

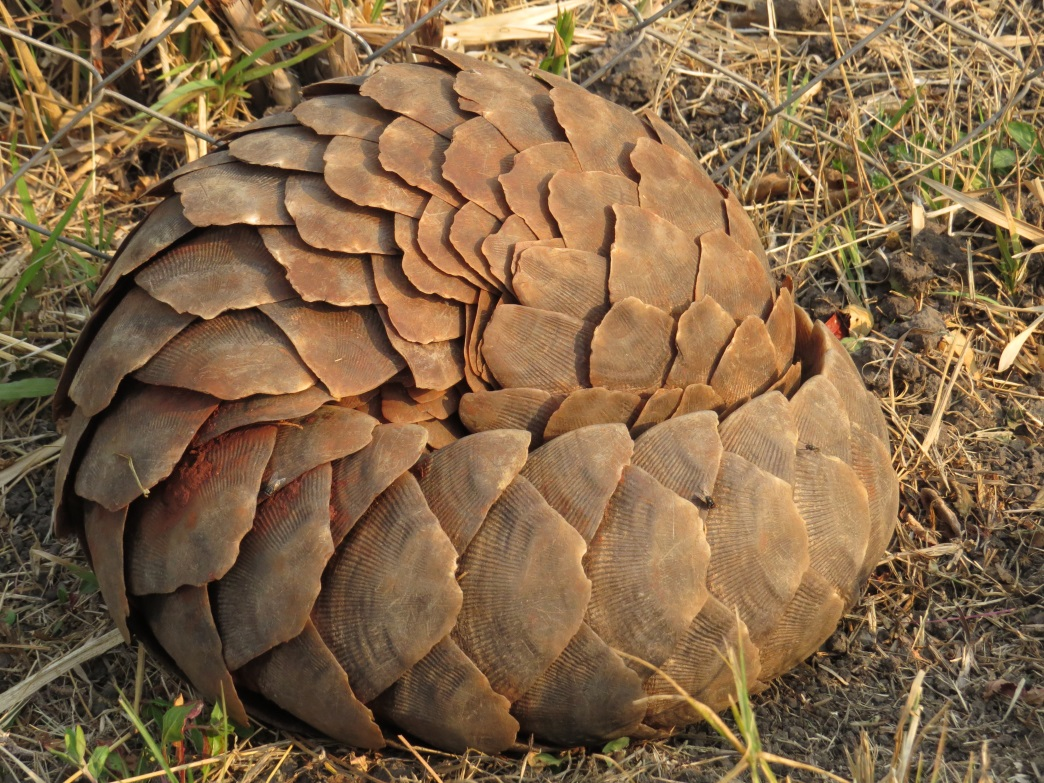
Một con tê tê đang cuộn tròn phòng thủ

Tê tê có thể cuộn mình thành quả bóng và lăn trốn rất nhanh, loài tê tê với lớp vảy cứng, loài tê tê gần như không phải lo ngại kẻ thù nào, chúng có vẻ bề ngoài khá kì dị với lớp vỏ giáp khiến chúng trông như những nón thông khổng lồ di động, chúng có những móng vuốt lớn và đầy sức mạnh, nhưng lại hiếm khi sử dụng. Thay vào đó, nó cuộn người lại như một quả bóng, khiến chúng rất khó bị loài thú ăn thịt trải ra. Phần rìa sắc nhọn của lớp vảy khiến chúng rất khó bị tác động bởi hầu hết các loài ăn thịt. Chúng cũng có thể tặng cho kẻ thù những cú quất đuôi mạnh mẽ, gây ra những tổn thương nghiêm trọng và còn tự cuộn mình thành quả bóng và bất thình lình cuộn đi với tốc độ cực nhanh để chạy trốn.
Tatu có khả năng cuộn mình như quả bóng da, không một khe hở cho kẻ thù là cách tự vệ của tatu. Loài tatu ở Nam Mỹ còn đặc biệt hơn ở khả năng cuộn thành một quả bóng hoàn hảo. Ngoài lớp vỏ giáp ngoài cột chặt thít, phần đầu và đuôi đan vào nhau khi loài vật này cuộn thành quả bóng. Điều này giúp chúng hoàn toàn an toàn trước mọi kẻ thù. Trông tatu giống như một con vật mặc áo giáp vàng, chúng có một trò tự vệ đặc biệt nữa là, tạo nên âm thanh kì lạ trước khi cuộn tròn thành quả bóng, khiến cho kẻ thù giật nảy mình, tuy vậy, con Tatu khác phải chạy hoặc đào hang khi chúng cần phải chạy trốn khỏi những kẻ săn mồi, chúng không dựa vào lớp vỏ dày dặn đó để bảo vệ trước các loài thú ăn thịt lớn. Thay vào đó, chúng tự đào hố để chôn mình dưới đất để trốn thoát.
Ốc sên tạo ra vỏ bằng cách xây dựng một ma trận protein trên lưng và sau đó phủ lên một lớp vôi vừa cứng vừa có tính chất bảo vệ Vỏ Ốc xoắn vặn theo chiều kim đồng hồ hay còn gọi là vỏ vặn phải. Với kiểu xoắn vặn làm cho vỏ ốc thu gọn hơn và dễ di chuyển nhưng cơ thể Ốc phải vặn theo để vừa với vỏ. Chính vì vậy Ốc bị mất đối xứng các nội quan. Ốc Sên dưới nước có một bộ phận tự vệ riêng: đó là một mặt phẳng tròn, cứng được gọi là vảy Ốc để che đậy lối ra vào ở Vỏ Ốc. Khi hết nguy hiểm, Ốc Sên lại từ từ chui ra ngoài, dùng chân cơ để di chuyển. Lớp Song kinh là loài thuộc ngành Chân mềm sống ở biển cách đây khoảng 500 triệu năm. Cũng giống như Sên và Ốc Sên, Song kinh có chân cơ và lưỡi nạo. Nhưng vỏ của chúng phẳng dẹt được tạo thành từ tám miếng xếp lợp mái ngói khi bị tách khỏi bờ đá, chúng thu người vào trong lớp vỏ để được an toàn.
Ốc sên vỏ siêu cứng Crysomallon squamiferum, tên thường gọi là ốc sên chân vảy, thường sống ở độ sâu khoảng 2.400 m so với bề mặt đại dương, loài ốc sên này có vỏ siêu cứng được làm cấu tạo từ 3 lớp, giúp chúng chịu được những tác động mạnh và tránh sự tấn công của kẻ thù, trong đó lớp ngoài cùng cấu tạo từ sắt sulfide và lớp xốp giữa có chức năng giảm sốc. Cấu tạo lớp vỏ tinh vi của loài ốc sên tạo cảm hứng nghiên cứu cho các nhà khoa học để áp dụng thiết kế các loại áo giáp trong quân đội. Ốc sên thích nghi với môi trường sống là loài ốc sên Lymnaea pereger là loài động vật chân bụng sống phổ biến trong các hồ nước ở Anh, có khả năng đặc biệt thích ứng với môi trường sinh sống khi loài ốc sên này sống chung với cá, chúng có khả năng thay đổi màu sắc và thậm chí cả vỏ cứng từ dạng xoắn ốc sang dạng tròn nhằm đối phó với kẻ thù.

## Gai tủa

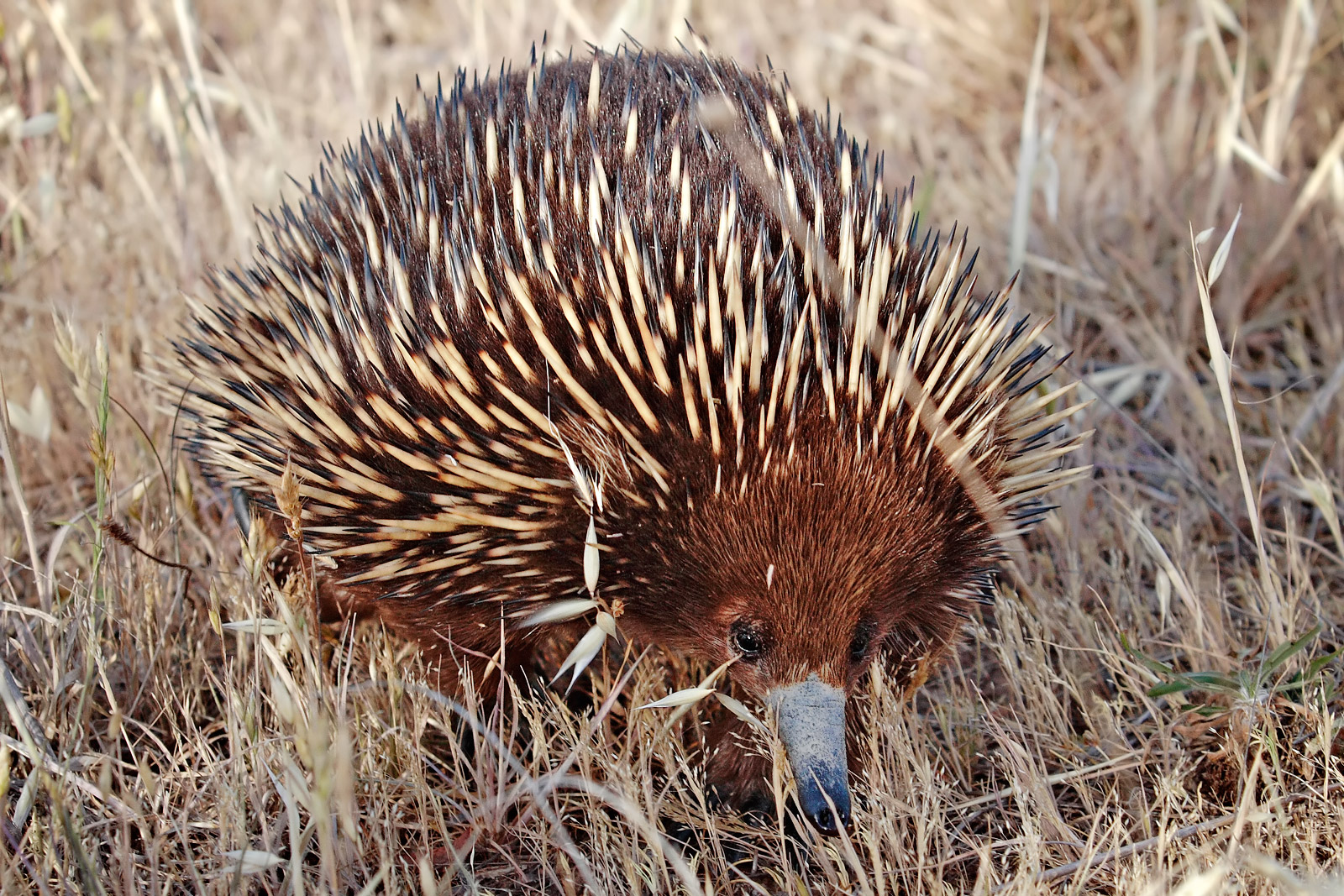
Một con nhím với gai nhọn tua tủa

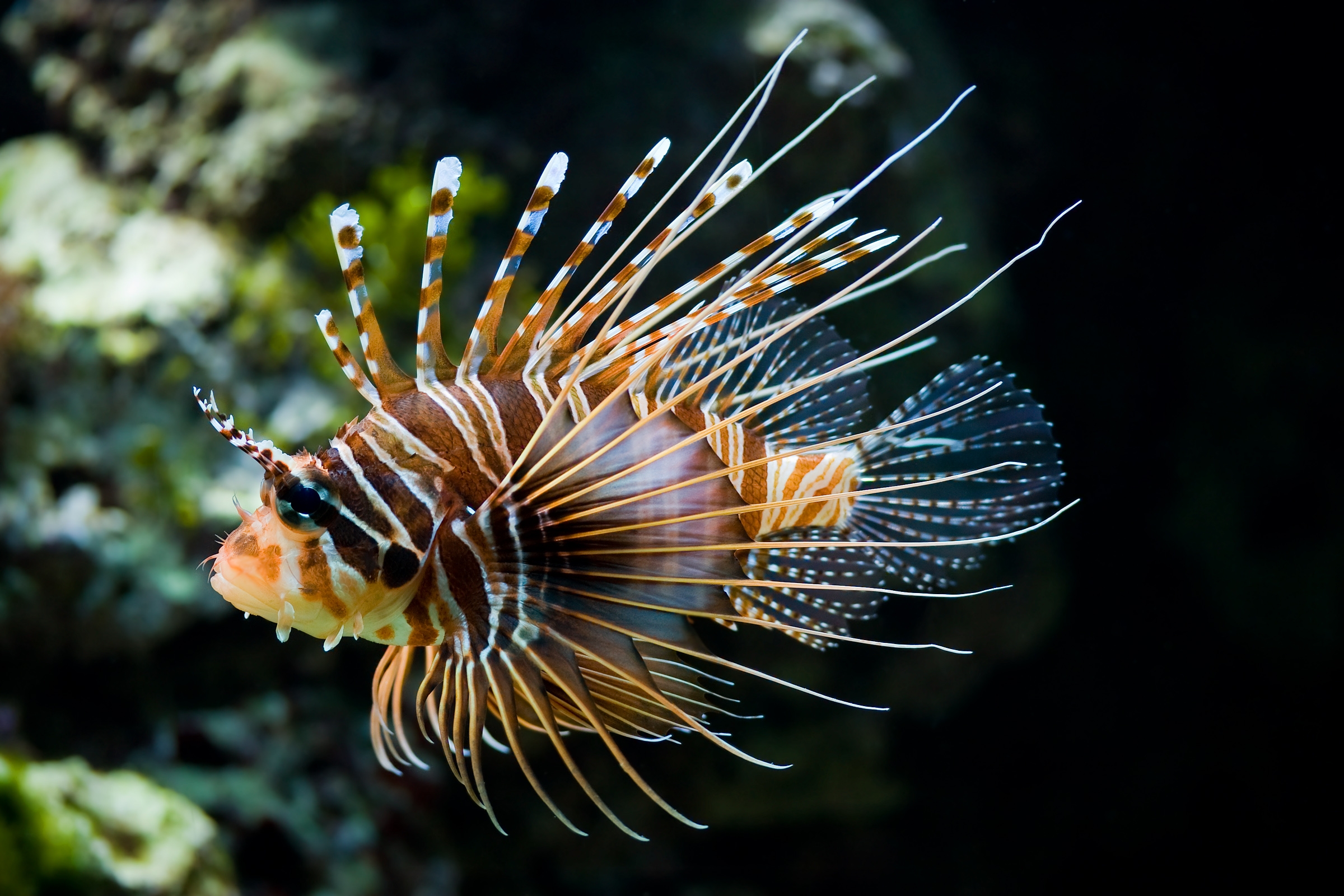
Những cái gai độc của một con cá sư tử giúp chúng tự vệ hữu hiệu

Có một số loài hình thành một cơ chế riêng để tự vệ trước các loài động vật ăn thịt. Những loài động thực vật có gai sắc nhọn với những chiếc gai nhọn trên cơ thể giúp chúng nằm ngoài danh sách sinh vật dễ gặp nguy hiểm vì bị kẻ thù tấn công.
Nhím có mào sinh sống ở châu Phi và cả ở phía Nam châu Âu, chủ yếu là ở Ý. Chúng được coi là loài gặm nhấm lớn trên thế giới và cũng là một trong những loài thú có vú tự bảo vệ mình tốt nhất. Loài nhím có mào có thể gây chết kẻ thù bằng cách đâm lông vào kẻ thù. Vũ khí lợi hại của chúng là những chiếc lông cứng và sắc nhọn bằng keratin. Nên dù màu sắc của lông thường là trắng và đen, khiến chúng dễ bị kẻ thù phát hiện từ xa nhưng chúng vẫn có thể an toàn.
Khi bị đe dọa, chúng thường lắc cái lông đuôi, tạo ra những tiếng ồn để đe dọa kẻ thù. Nếu không hiệu quả, chúng cố gắng quay lưng, tấn công hay đâm kẻ thù bằng phần lông cứng ở thân. Chúng có chất kháng sinh trong máu giúp không bị nhiễm độc khi gặp tai nạn. Những chiếc lông nhím rất dễ gãy. Khi chúng đi vào cơ thể kẻ thù gây nhiễm trùng từ những vết thương như vậy, khi những cái lông cứng chọc sâu vào thịt, chúng phá hoại các mạch máu và cả nội tạng. Do có gai như vậy, các loài nhím là khắc tinh của loài trăn, không những vậy khi chúng gặp trăn, chúng còn lăn xả vào gắn liên tục khiến loài trăn rất ngán gặp nhím.
Cầu gai vương miện (photogalery) mang các gai dài tua tủa quanh thân, gai có ngạnh như lao móc và dễ gãy. Trừ những động vật săn cầu gai hay những loài có hàm lớn và mạnh, những loài khác nên tránh xa chúng. Nếu sơ ý giẫm phải, cơn đau buốt xuất hiện ngay, dù không thấy nọc ở cầu gai. Hay loài Tripneustes gratilla là một loài cầu gai ở Thái Bình Dương, vũ khí của loài vật này đương nhiên là những cái gai sắc nhọn, chúng có một cơ chế tự vệ rất đáng sợ.
Khi bị tấn công, nó sẽ giải phóng hàng trăm cái đầu tí hon, mỗi cái đầu có nguyên bộ hàm nhọn hoắt. Chúng sẽ bơm vào người kẻ thù những giọt chất độc chết người. Cơ chế này được gọi là "phát tín hiệu truy đuổi dưới nước". Những cái đầu này được gọi là chân kìm (pedicellariae), và nó khá phổ biến ở những loài động vật có gai. Ở các loài cầu gai thông thường, các chân kìm sẽ gắn vào những mục tiêu di động, thường được dùng để thu hút thức ăn và chống lại kẻ thù còn chân kìm của T. gratilla thì có thể tự động tách ra khỏi thân cầu, tự truy đuổi kẻ thù, tự cắn và tự tiêm nọc độc.
Loài cá nhím biển (Pterois antennata) sặc sỡ được đặt dựa trên hình dáng chiếc vây cá giống rẻ quạt và chiếc vây nhọn ở phần lưng như một cái bờm sư tử khổng lồ. Cá nhím biển tự bảo vệ mình theo hai cơ chế chính: thứ nhất, màu sắc cơ thể cho phép chúng ngụy trang trong môi trường sống; hai là, chúng có nọc độc trong những chiếc gai lưng. Chất độc này sẽ khiến kẻ tấn công chúng mất sức và khó thở. Kích cỡ của loài cá nhím biển dài khoảng một bàn chân. Đây cũng được xem là một trong những loài cá độc nhất trên thế giới.
Cấu trúc gai còn được ghi nhận ở các loài côn trùng, trong đó, Đây cũng là một trong những loại côn trùng gây kích ứng da. Loại sâu có lông, có gai dễ gây kích ứng hơn sâu thân trơn. Sâu róm là ấu trùng của bướm. Chúng không đốt người nhưng lông gai của hầu hết các loài sâu róm tiết ra chất làm ngứa rát da khi con người chạm phải. Lông gai của một số loài có thể gây đau nhức dữ dội ở vùng da tiếp xúc, đi kèm với việc mề đay mẩn ngứa do dị ứng. Các nốt xuất huyết có thể xuất hiện trong vòng 2–3 giờ và trong nhiều ngày. Những triệu chứng khác gồm sưng hạch, nhức đầu, sốt, hạ huyết áp và co giật, diễn biến nặng có thể tử vong.
Với những chiếc gai màu vàng bao quanh cơ thể, trông loài sâu bướm Automeris io nếu cầm nó lên sẽ cảm thấy ngứa hoặc nóng rát, gai của loài sâu bướm gắn với những tuyến độc là biện pháp tự vệ hữu hiệu khi phải đối mặt với kẻ thù. Châu chấu voi đầu nhọn (Panacanthus cuspidatus) có họ hàng với châu chấu và dế với thân hình màu xanh nhạt. Gai cũng mọc khắp cơ thể nó như một công cụ bảo vệ. Khi bạn chạm vào một trong những cái gai ấy, nó sẽ dễ dàng xuyên qua da bạn. Đầu của loài vật này lớn hơn đầu châu chấu và trên đỉnh đầu nhú lên những chiếc gai màu hơi đo đỏ giống hệt một chiếc mũ miện.